# Rio Anauá
O rio Anauá é um afluente da margem esquerda do rio Branco, no estado brasileiro de Roraima. Próximo à sua foz delimita-se o Parque Nacional do Viruá, criado em 1997. Seu curso dá-se no município de Caracaraí.